# Burgstädtel (Elterlein)
Burgstädtel ist ein zur Kleinstadt Elterlein im sächsischen Erzgebirgskreis gehöriger Weiler.

## Geographie

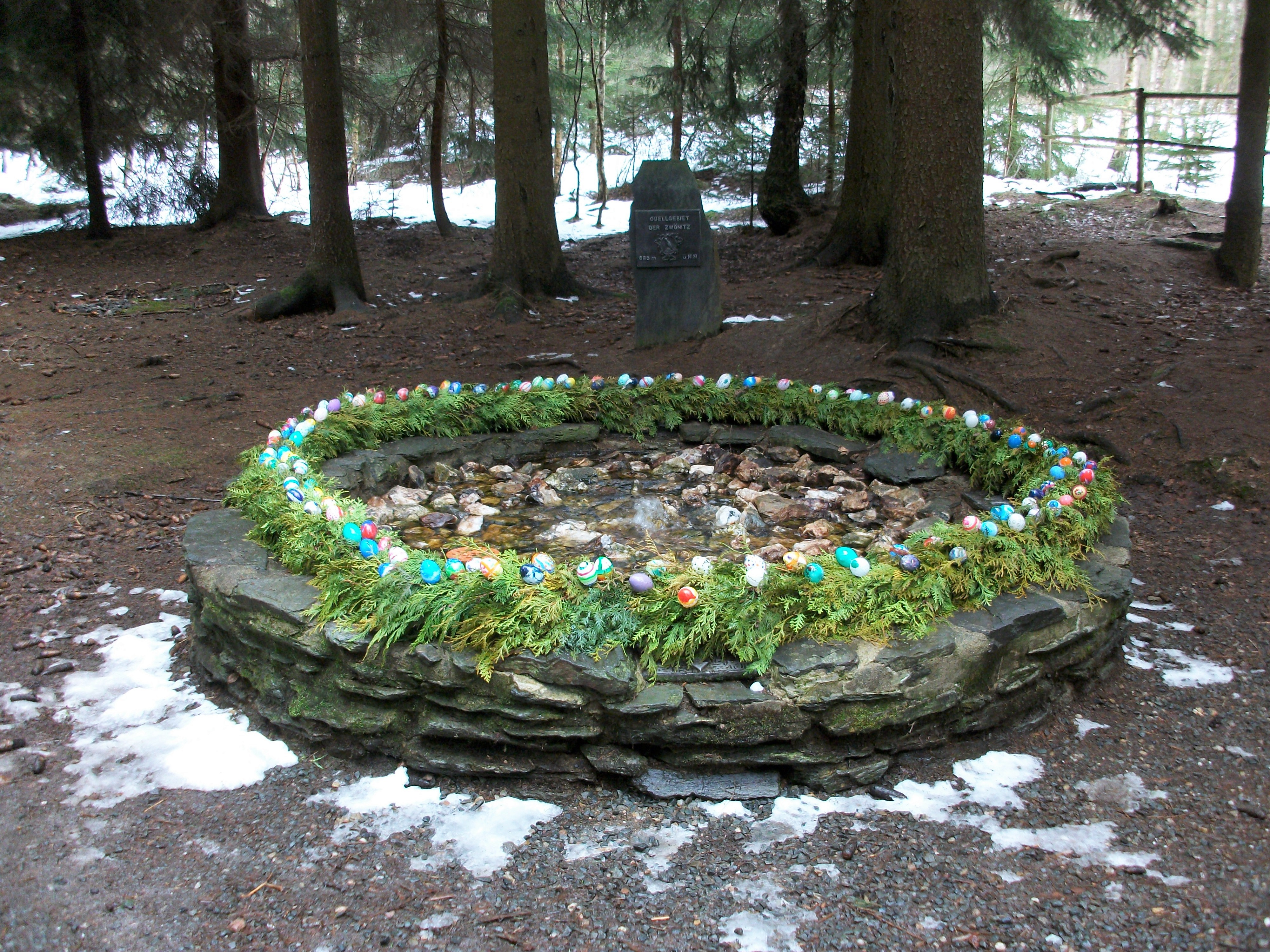
Zwönitzquelle bei Burgstädtel zu Ostern

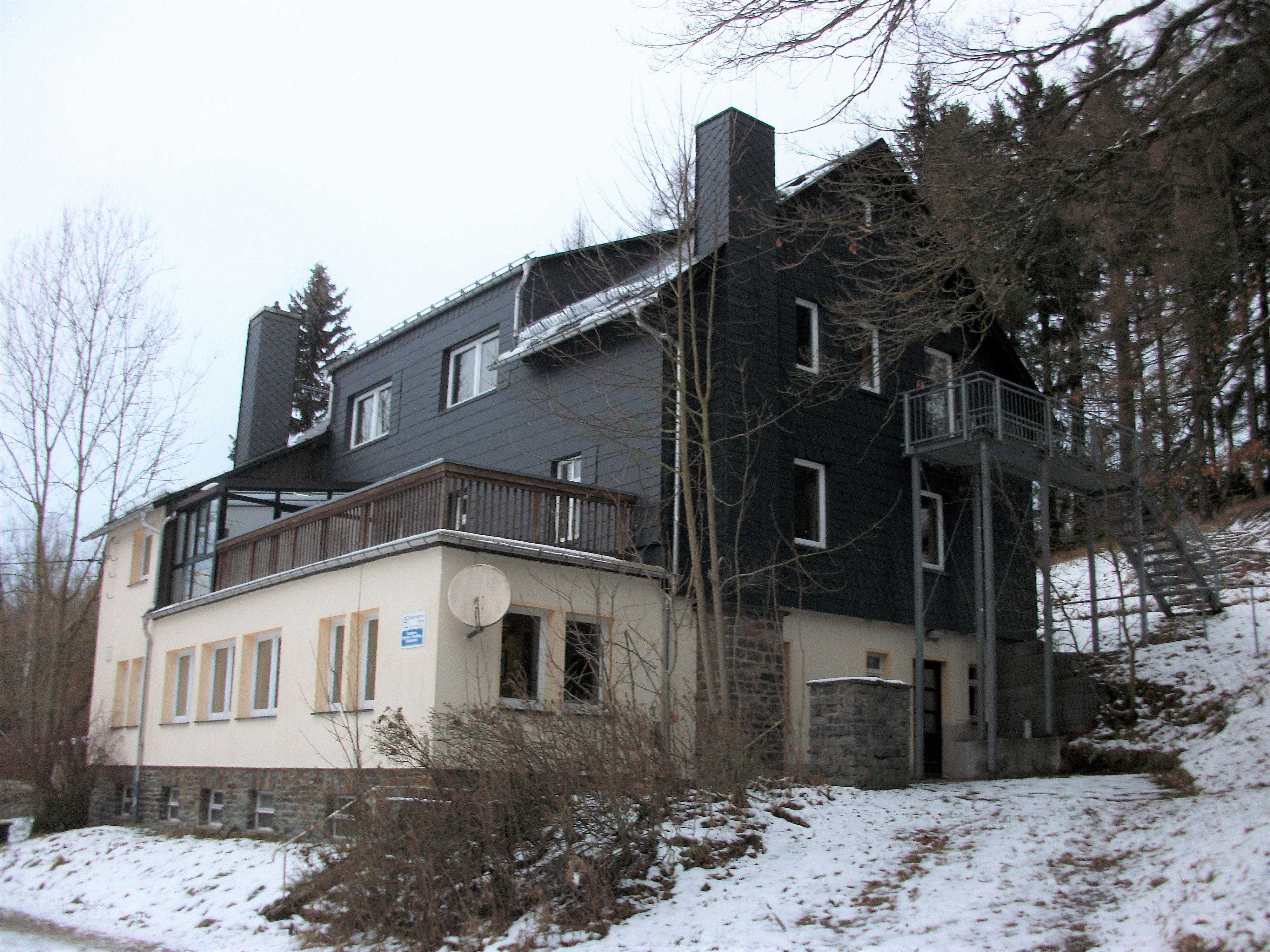
Bethlehemstift Burgstädtel

Der Werkweiler Burgstädtel befindet sich am Zusammenfluss von drei Quellflüssen (Rote Pfütze, Kuttenwasser, Langeleitenbach) der Zwönitz eingebettet zwischen dem Geyerschen Wald und dem Schatzenstein. Durch die Ortslage führt die Staatsstraße 258 Stollberg/Erzgeb.–Scheibenberg. Die wenigen Häuser bilden eine kleine Streusiedlung, etwas erhöht befindet sich ein stattliches Gehöft.

### Nachbarorte
| Zwönitz   |                                             | Geyer        |
| Kühnhaide | Kompassrose, die auf Nachbargemeinden zeigt | Hermannsdorf |
| Grünhain  |                                             | Elterlein    |

## Geschichte
Die erste urkundliche Erwähnung als Burgkstedell stammt aus dem Jahr 1587. Dass der Name des Weilers auf eine alte befestigte Wehranlage zurückzuführen ist, ist unter Heimatforschern umstritten. Der Legende nach soll sich hier eine nicht näher lokalisierbare Quedlinburg, die dem Schutz der Salzstraße über den Preßnitzer Pass gedient haben könnte, befunden haben.
Albert Schiffner schreibt hierzu 1828: „Das Dorf, welches hier gestanden, sollen die Hussiten 1429 ruiniret haben. Daß eine Burg hier gestanden haben könne, ist uns keineswegs undenkbar, da der Ort in der That wie an einem Passe liegt, und die Strasse uralt ist.“ Nach anderer Meinung soll Elterlein im Mittelalter Quedlinburg geheißen haben, wie z. B. Petrus Albinus 1590 in seiner Bergchronik schreibt.
Nachweisbar sind Ausgang des 16. Jahrhunderts eine Papiermühle und ein Vorwerk. Der Besitz an der Papiermühle wechselte in meist kurzen Abständen. Im 19. Jahrhundert gehörte die Papiermühle ab 1836 Christian Gottlob Geipel, der Büttenpapier mit Wasserzeichen fertigte. Er verkaufte sie 1870 an Christian Ehregott Lorenz, Besitzer des Gutes Burgstädtel. Die Stilllegung erfolgte 1918, 1937 brannten die Gebäude ab. An der Stelle der ehemaligen Papiermühle befindet sich heute das Rüstzeitheim Bethlehemstift. 1875 werden zusätzlich eine Mühle und ein Gasthof genannt.
Burgstädtel ist nach Elterlein gepfarrt. Es leben etwa 20 Einwohner in der kleinen Siedlung, die auch von der Stadt Elterlein als Bestandteil der Stadt und nicht als eigener Ortsteil angesehen wird.

## Sehenswürdigkeiten

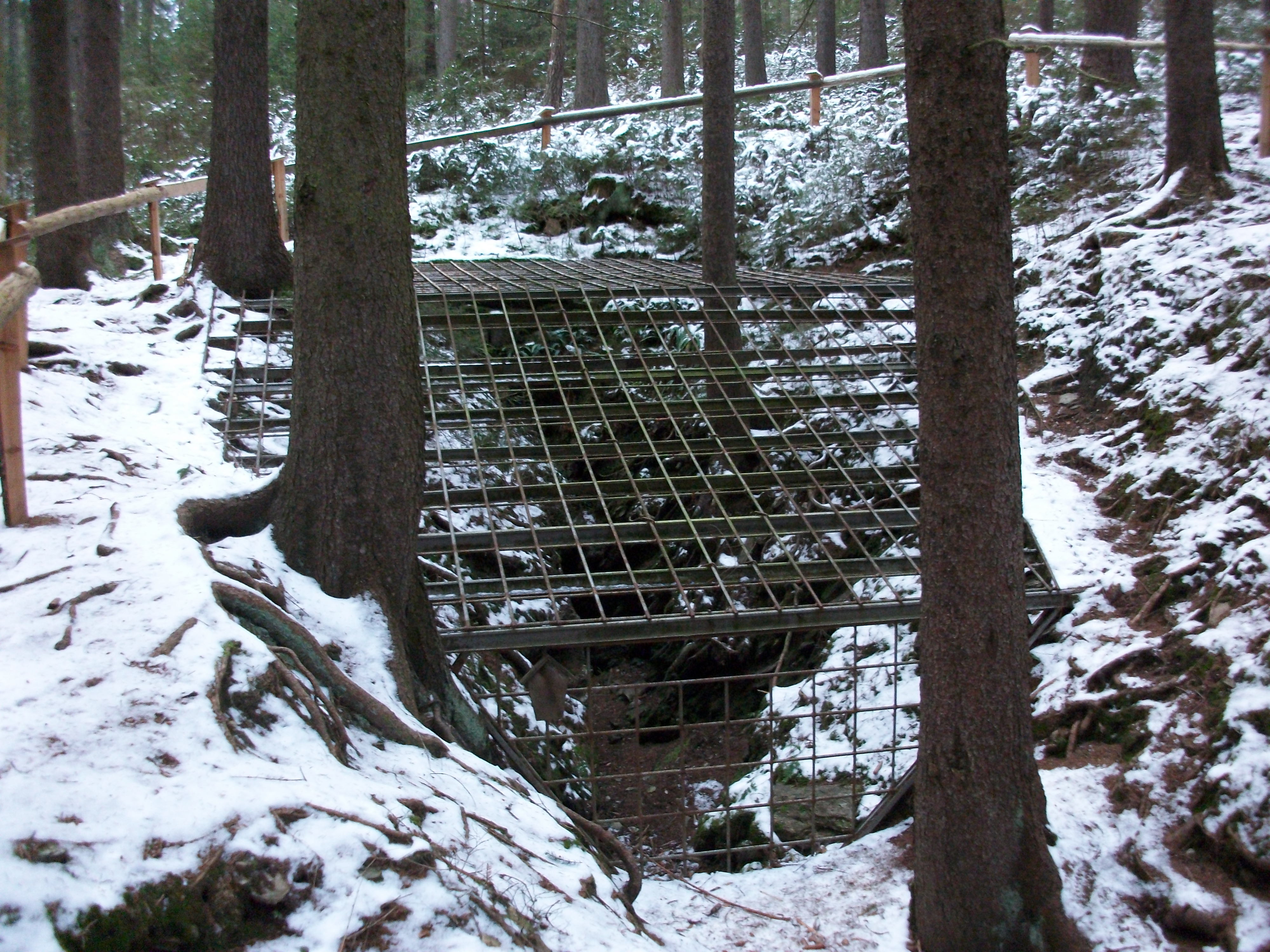
Hartmann-Stolln (Leuchtmooshöhle Burgstädtel)

- Zwönitzquelle
- Leuchtmooshöhle (Hartmann-Stolln)
- Felsenbauend Glück Stolln